# Joanna Goszczyńska
Joanna Mirosława Goszczyńska (ur. 1948 w Puławach) – polska slawistka, bohemistka i słowacystka, tłumaczka tekstów literackich, naukowych i publicystycznych (w niezależnym obiegu pod pseudonimem Adam Rajski), badaczka dziejów Janosika. Profesor nauk humanistycznych, w latach 2008–2016 dyrektor Instytutu Slawistyki Zachodniej i Południowej Uniwersytetu Warszawskiego.

## Życiorys
Studiowała na Uniwersytecie Warszawskim filologię czesko-słowacką. W roku 1983 uzyskała stopień doktora za rozprawę poświęconą nowelistyce słowackiego prozaika Františka Švantnera (Nowelistyka Františka Švantnera). W roku 2001 habilitowała się na podstawie książki Mit Janosika w folklorze i literaturze słowackiej XIX wieku. W 2010 roku uzyskała tytuł profesora nauk humanistycznych o specjalności filologia słowiańska, folklorystyka słowiańska, historia literatur zachodniosłowiańskich.
Jest specjalistką w zakresie literatury czeskiej i słowackiej XIX i XX wieku oraz jej uwarunkowań kulturowych. Jej zainteresowania badawcze koncentrują się na problematyce mitologii narodowej oraz historii idei. Zajmuje się również szeroko rozumianym modernizmem.
Jest członkinią: Komitetu Słowianoznawstwa PAN; Komisji Ibero-Slawistycznej przy Międzynarodowym Komitecie Slawistów PAN; Rady Naukowej Instytutu Slawistyki PAN; Rady Programowej Forum Polsko-Czeskiego przy Ministrze Spraw Zagranicznych (wiceprzewodnicząca); CLEPUL (Centro de Literaturas de Expressao Portuguesa das Universidados de Lisboa); Komisji Oceniającej programu SASPRO przy Słowackiej Akademii Nauk; Stowarzyszenia Pisarzy Polskich; czeskiego PEN Clubu (członkini honorowa); Asocjacji Pisarzy Słowacji ASOS;
sekcji filologicznej w Polsko-Czeskim Towarzystwie Naukowym (współprzewodnicząca). Pełni funkcję przewodniczącej Komisji Rewizyjnej Towarzystwa Naukowego Warszawskiego.
W latach 2012–2015 była członkinią Komitetu Nauk o Kulturze PAN. Ponadto jest członkinią komitetu redakcyjnego czasopisma „Prace Filologiczne”, członkinią rady redakcyjnej słowackiego czasopisma „Slovenská literatúra”, redaktor naczelną polsko-słowackiego pisma „Kontakty”; członkinią rady redakcyjnej czeskiego czasopisma „Oriens Aliter” oraz rady redakcyjnej słowackiego czasopisma „Rak”. Jest autorką i redaktorką wielu publikacji zwartych, kilkudziesięciu artykułów i rozpraw naukowych.
Pełni funkcję przewodniczącej Polsko-Słowackiej Komisji Nauk Humanistycznych Ministerstwa Nauki i Szkolnictwa Wyższego RP oraz Ministerstwa Szkolnictwa RS.

## Nagrody i odznaczenia
Została odznaczona:
- Złotym Krzyżem Zasługi oraz Wielkim Medalem św. Gorazda[4] przyznawanym przez Ministra Szkolnictwa Republiki Słowackiej;
- Międzynarodową Nagrodą przyznawaną przez Radę Naukową Słowackiej Akademii Nauk (2017)[5];
- dyplomem uznania Ministra Spraw Zagranicznych i Europejskich Republiki Słowackiej (2018)[6];
- Wielkim Złotym Medalem Uniwersytetu Komenskiego w Bratysławie (2021)[7];
- odznaką honorową „Bene Merito” (2024)[8].

## Wybrana twórczość
Książki autorskie:
- (przekład na język czeski) Temná tvář české literatury: Kolotoč moderny, Praha 2023
- Mroczne oblicze czeskiej literatury, Warszawa 2021
- Wielkie spory małego narodu, Warszawa 2015
- Synowie Słowa. Myśl mesjanistyczna w literaturze słowackiej, Warszawa 2008
- Sławni i zapomniani. Studia z literatury czeskiej i słowackiej, Warszawa 2004
- (przekład na język słowacki) Mýtus o Jánošíkovi vo folklóre a slovenskej literatúre 19. storočia, przeł. B. Suwara, Bratislava 2003
- Mit Janosika w folklorze i literaturze słowackiej XIX wieku, Warszawa 2001